# Kaji Asatiani
Kaji Asatiani (en georgiano: კახი ასათიანი, 1 de enero de 1947 – 20 de noviembre de 2002) fue un futbolista y entrenador georgiano. Desarrolló toda su carrera deportiva en el FC Dinamo Tbilisi y fue internacional con la Unión Soviética, con quien disputó la Eurocopa 1968 y la Copa Mundial de Fútbol de 1970. Fue el primer jugador en el mundo que recibió una tarjeta amarilla, en un partido de la Copa del Mundo de 1970 entre México y Unión Soviética.

## Carrera profesional
Asatiani jugó durante toda su carrera para el FC Dinamo Tbilisi (1965-1975) y fue internacional en 16 partidos para el equipo nacional de fútbol de la Unión Soviética, con quien participó en la Eurocopa 1968 y la Copa Mundial de la FIFA 1970. Entró al FC Dinamo Tbilisi entre 1978 y 1982 como director deportivo y se convirtió en entrenador del club en 1987. En la década de 1990 fue brevemente el presidente del Departamento de Deportes de Georgia. Posteriormente, participó en negocios privados y se convirtió en Vicepresidente de la aerolínea Airzena.

## Muerte
El 20 de noviembre de 2002 Asatiani fue asesinado a tiros por asaltantes desconocidos en su propio automóvil en Tiflis a las puertas de su casa, con 55 años de edad. La investigación posterior descubrió que el asesinato del exfutbolista había sido planificado.